# Соль земли (телесериал)
«Со́ль земли́» — семисерийный телевизионный художественный фильм, снятый в 1978 году по заказу Гостелерадио на киностудии «Ленфильм» режиссёром Искандером Хамраевым по одноимённому роману Георгия Маркова.

## Краткий сюжет
Действие происходит в Западной Сибири в конце 1940-х годов. В фильме прослеживается судьба крестьянской семьи Строговых (продолжение фильма «Строговы»). Основной фигурой фильма является Максим Матвеевич Строгов (Кирилл Лавров). Недавний фронтовик, командир полка, он принимает на «гражданке» сложный участок — становится партийным работником. Максим Строгов принципиален, твёрд и решителен, когда дело касается важных, государственных, народных вопросов. Он больше слушает, чем говорит, всматривается в самую душу человека, стараясь его понять правильно, отсеять всё лишнее. Он верит в большое будущее своего края, стоит за бережное отношение к лесным богатствам, к тайге, которая не бесконечна, не беспредельна, если относиться к ней расточительно, не по-хозяйски. В своих поступках Максим Строгов руководствуется интересами государства, а не личным статусом. Когда надо, он может сделать замечание и родному брату Артёму Строгову (Пётр Чернов), несмотря на то, что тот является секретарём Притаёжного райкома партии.
С первых же минут вызывает симпатию охотник Лисицын (Михаил Глузский) — человечный, правдивый, добрый и работящий. Для Лисицына родные места — часть державы. Он не прячется, когда надо дать отпор равнодушным людям, чиновникам по натуре, для которых ничего не стоит вырубить кедровник и оставить на месте тайги голое место. Лисицын, его дочь Ульяна (Елена Глебова), учитель Алексей Краюхин (Геннадий Егоров) — труженики, простые хорошие люди, соль земли нашей.
Семь серий фильма вместили практически всех персонажей романа. В них и Марина Строгова (Наталья Фатеева), сестра Максима и Артёма, и купеческий сын Станислав (Николай Муравьёв), алчный собственник, коварный и хитрый приспособленец, ищущий в болоте сундук с золотом и драгоценностями, которые когда-то спрятал его отец, и дед Марей Гордеевич (Иван Переверзев), старый каторжанин, по-сибирски сильный, сдержанный и немногословный. Фильм оживил для зрителей литературных героев Георгия Маркова, одного из талантливых и любимых советских писателей.

## В ролях
- Кирилл Лавров — Максим Матвеевич Строгов
- Софья Павлова — Анастасия Фёдоровна Строгова
- Пётр Чернов — Артём Матвеевич Строгов
- Наталья Фатеева — Марина Матвеевна Строгова
- Михаил Глузский — Михаил Семёнович Лисицын
- Елена Глебова — Ульяна Михайловна Лисицына
- Геннадий Егоров — Алексей Корнеевич Краюхин
- Елена Андерегг — гостья Марьи Григорьевны
- Иван Переверзев — Марей Гордеевич Добролетов (озвучил Игорь Ефимов)
- Надежда Хиль — Софья Захаровна Великанова
- Анатолий Ромашин — Захар Николаевич Великанов
- Александр Парра — Григорий Владимирович Бенедиктин
- Николай Волков (младший) — Андрей Калистратович
- Николай Муравьёв — Станислав Тихомиров
- Нина Мазаева — Нелида Егоровна Краюхина
- Галина Дашевская — Надежда Андриановна Соловушкина
- Леонид Марков — Иван Федорович Ефремов, секретарь обкома КПСС (озвучил Игорь Ефимов)
- Людмила Новосёлова — Дуня, жена Артёма Строгова
- Евгений Горюнов — Роман Демьянович Галушко, фельдшер
- Сергей Полежаев — Илья Петрович Водомеров, директор института
- Георгий Тейх — Леонтий Иванович Рослов, профессор
- Александр Демьяненко — Семён Васильевич Грибков, корреспондент областной газеты
- Виктор Ильичёв — Иван
- Константин Иванов-Зорин — Афанасий Федотович Чернышев (озвучил Игорь Ефимов)
- Игорь Эрельт — Мирон Степанович Дегов
- Павел Кормунин — Платон Ермолаевич Золотарёв, пасечник
- Майя Булгакова — Марья Григорьевна
- Иван Краско — Василий Кириллович Филин, редактор газеты
- Иван Косых — Петр Петрович Воскобойников
- Юля Шулепова — дочь Строгова
- Анатолий Столбов — Хомутников
- Текст от автора читал Олег Борисов.

## Съёмочная группа
- Автор сценария: Георгий Марков, Эдуард Шим
- Режиссёр: Искандер Хамраев
- Оператор: Александр Чечулин
- Художник: Алексей Федотов